# Saint-Loup-Hors
Pour les articles homonymes, voir Saint-Loup.
Saint-Loup-Hors est une commune française, située dans le département du Calvados en région Normandie, peuplée de 521 habitants.

## Géographie
Saint-Loup-Hors est une commune du Bessin limitrophe au sud-ouest de Bayeux, appartenant à la communauté de communes de Bayeux Intercom. Son bourg est un faubourg de la sous-préfecture, à 1,7 km du centre-ville.
Le territoire est traversé par la ligne de chemin de fer Paris - Cherbourg.
Le point culminant (82 m) se situe en limite sud, au-delà de la route de Saint-Lô. Le point le plus bas (27 m) correspond à la sortie de la Drôme du territoire, au nord-ouest.
| Barbeville | Vaucelles       | Bayeux |
| Ranchy     | Saint-Loup-Hors | Guéron |
| Subles     | Subles, Guéron  | Guéron |

### Hydrographie
La commune est située dans le bassin Seine-Normandie. Elle est drainée par la Drome, le fossé 01 de Saint-Pierre, la Drôme et le fossé 01 de Brunville,,.
La Drôme, d'une longueur de 58 km, prend sa source dans la commune de Souleuvre en Bocage et se jette  dans l'Aure à Maisons, après avoir traversé 26 communes. 

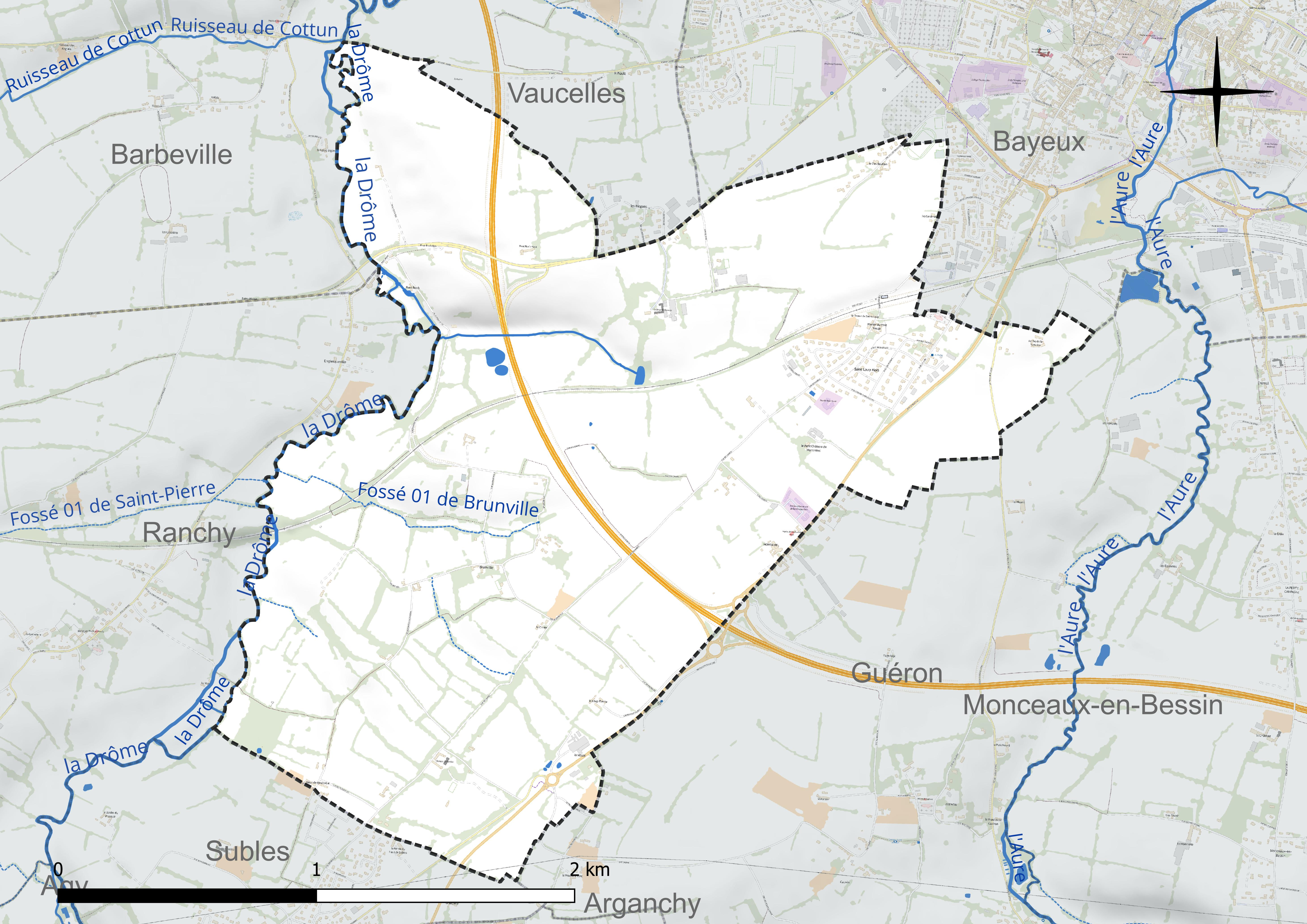
Réseau hydrographique de Saint-Loup-Hors.

### Climat
Pour des articles plus généraux, voir Climat de la Normandie et Climat du Calvados.
En 2010, le climat de la commune est de type climat océanique franc, selon une étude du CNRS s'appuyant sur une série de données couvrant la période 1971-2000. En 2020, Météo-France publie une typologie des climats de la France métropolitaine dans laquelle la commune est exposée à un climat océanique et est dans la région climatique  Normandie (Cotentin, Orne), caractérisée par une pluviométrie relativement élevée (850 mm/a) et un été frais (15,5 °C) et venté. Parallèlement le GIEC normand, un groupe régional d'experts sur le climat, différencie quant à lui, dans une étude de 2020, trois grands types de climats pour la région Normandie, nuancés à une échelle plus fine par les facteurs géographiques locaux. La commune est, selon ce zonage, exposée à un « climat des plateaux abrités », correspondant à la plaine agricole de Caen à Falaise, sous le vent des collines de Normandie et proche de la mer, se caractérisant par une pluviométrie et des contraintes thermiques modérées.
Pour la période 1971-2000, la température annuelle moyenne est de 10,7 °C, avec une amplitude thermique annuelle de 11,5 °C. Le cumul annuel moyen de précipitations est de 779 mm, avec 12,6 jours de précipitations en janvier et 7,3 jours en juillet. Pour la période 1991-2020, la température moyenne annuelle observée sur la station météorologique la plus proche, située sur la commune de Balleroy-sur-Drôme à 12 km à vol d'oiseau, est de 11,2 °C et le cumul annuel moyen de précipitations est de 924,3 mm,. Pour l'avenir, les paramètres climatiques de la commune estimés pour 2050 selon différents scénarios d'émission de gaz à effet de serre sont consultables sur un site dédié publié par Météo-France en novembre 2022.

## Urbanisme

### Typologie
Au 1er janvier 2024, Saint-Loup-Hors est catégorisée commune rurale à habitat dispersé, selon la nouvelle grille communale de densité à 7 niveaux définie par l'Insee en 2022.
Elle appartient à l'unité urbaine de Bayeux, une agglomération intra-départementale dont elle est une commune de la banlieue,. Par ailleurs la commune fait partie de l'aire d'attraction de Caen, dont elle est une commune de la couronne,. Cette aire, qui regroupe 296 communes, est catégorisée dans les aires de 200 000 à moins de 700 000 habitants,.

### Occupation des sols

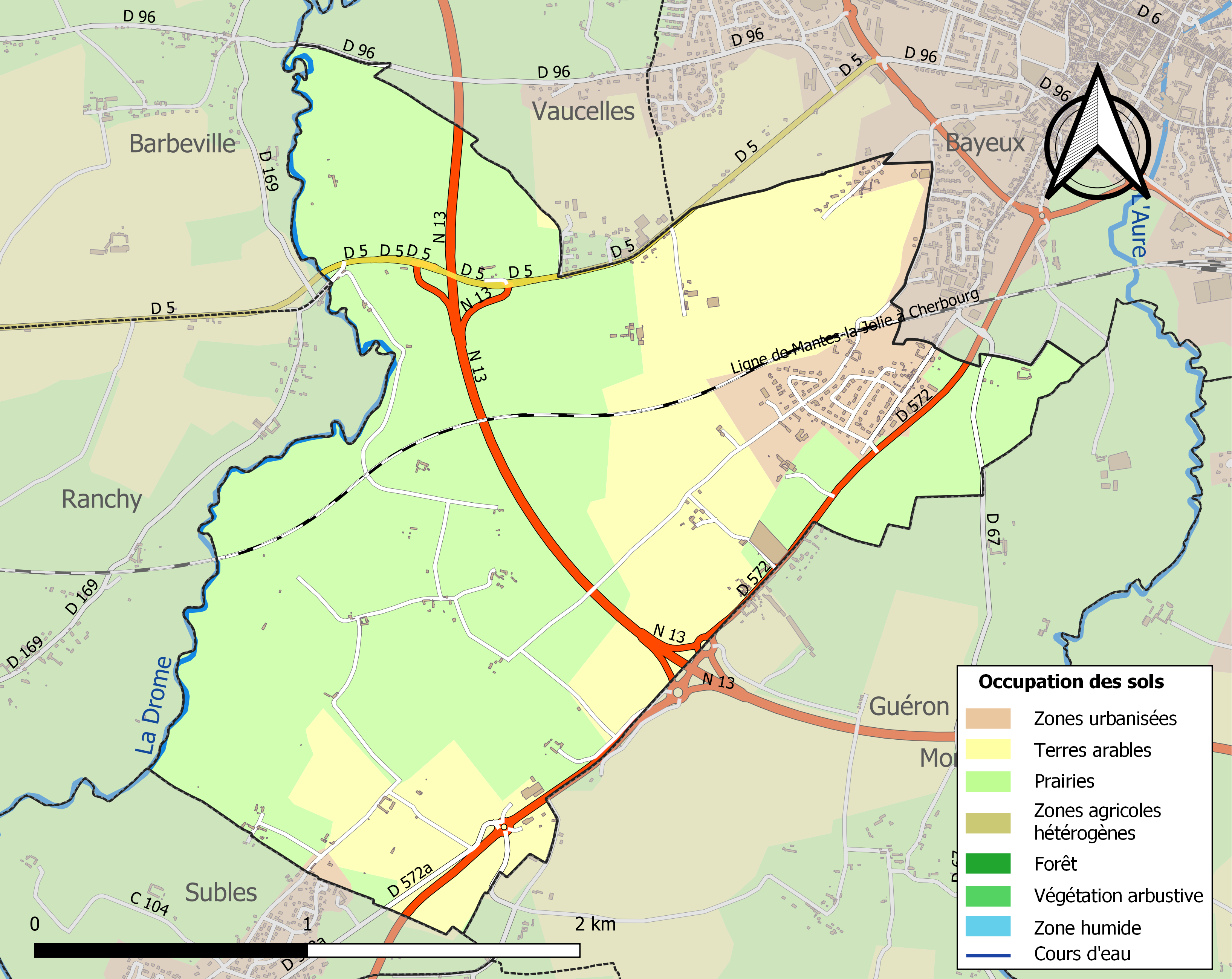
Carte des infrastructures et de l'occupation des sols de la commune en 2018 (CLC).

L'occupation des sols de la commune, telle qu'elle ressort de la base de données européenne d'occupation biophysique des sols Corine Land Cover (CLC), est marquée par l'importance des territoires agricoles (93,7 % en 2018), en diminution par rapport à 1990 (97,2 %).
La répartition détaillée en 2018 est la suivante : prairies (64 %), terres arables (29,7 %), zones urbanisées (6,3 %).
L'évolution de l'occupation des sols de la commune et de ses infrastructures peut être observée sur les différentes représentations cartographiques du territoire : la carte de Cassini (XVIIIe siècle), la carte d'état-major (1820-1866) et les cartes ou photos aériennes de l'IGN pour la période actuelle (1950 à aujourd'hui).

## Toponymie
Le nom de la localité est attesté sous les formes Saint Loup en 1230 ; de Saint Leu en 1290 ; Brunville en 1789 (du nom d'un des principaux villages de la commune) et Loup Hors en 1793, sous la Révolution française; Saint-Loup en 1801.
L'hagiotoponyme Saint-Loup fait référence à Loup de Bayeux, évêque de Bayeux de 434 à 464.
Hors de l'ancien français fors issu du latin foras, foris qui dans la quasi-totalité des langues latines a remplacé, par une transformation, très rare en français, le latin classique extra, préposition servant à marquer l'exclusion du lieu, « à l'extérieur de la ville ». Hors permettait de distinguer la paroisse de son homonyme de Bayeux (intramuros).
Le gentilé est Horsais.

## Histoire

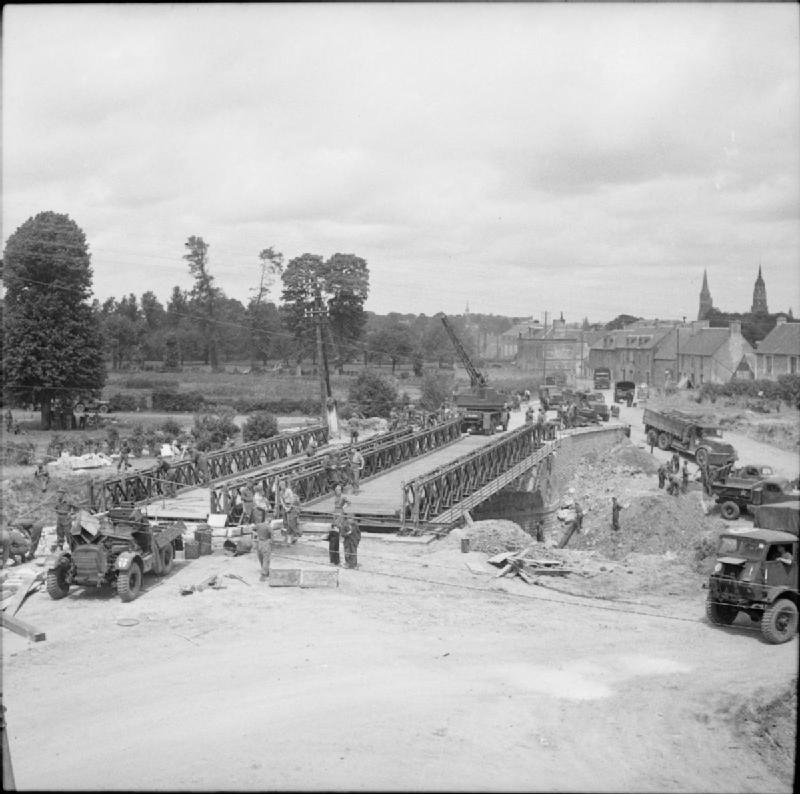
Un pont Bailey construit par la 72nd Field Company des Royal Engineers de l'armée de terre britannique à Saint-Loup-Hors, le 4 juillet 1944 pendant la bataille de Normandie.

Saint-Loup est établi sur l'ancienne voie romaine reliant Bayeux à Saint-Lô. On a découvert dans les jardins qui la bordent à plusieurs reprises des médailles romaines.
Au Ve siècle, son territoire est couvert d'une forêt, et elle fait l'objet d'une légende selon laquelle, l'évêque de Bayeux, saint Loup, captura un loup féroce avec son étole et le noya.
La paroisse était anciennement plus étendue qu'aujourd'hui. Elle s'étirait jusque sur les faubourgs de Bayeux englobant l'église Notre-Dame de la Poterie (détruite), ainsi que les couvents des Cordeliers et des Bénédictines.

## Politique et administration
| Période                                  | Période   | Identité        | Étiquette | Qualité           |
| ---------------------------------------- | --------- | --------------- | --------- | ----------------- |
| juin 1995                                | mars 2008 | Pierre Valognes |           | Agent hospitalier |
| mars 2008                                | En cours  | Samuel Dumas    | SE        | Chef d'entreprise |
| Les données manquantes sont à compléter. |           |                 |           |                   |

Le conseil municipal est composé de onze membres dont le maire et deux adjoints.

## Démographie
L'évolution du nombre d'habitants est connue à travers les recensements de la population effectués dans la commune depuis 1793. Pour les communes de moins de 10 000 habitants, une enquête de recensement portant sur toute la population est réalisée tous les cinq ans, les populations de référence des années intermédiaires étant quant à elles estimées par interpolation ou extrapolation. Pour la commune, le premier recensement exhaustif entrant dans le cadre du nouveau dispositif a été réalisé en 2007.
En 2022, la commune comptait 521 habitants, en évolution de +8,32 % par rapport à 2016 (Calvados : +1,58 %, France hors Mayotte : +2,11 %).
Saint-Loup-Hors a compté jusqu'à 333 habitants en 1836.
| 1793 | 1800 | 1806 | 1821 | 1831 | 1836 | 1841 | 1846 | 1851 |
| ---- | ---- | ---- | ---- | ---- | ---- | ---- | ---- | ---- |
| 306  | 238  | 248  | 248  | 318  | 333  | 291  | 291  | 296  |

| 1856 | 1861 | 1866 | 1872 | 1876 | 1881 | 1886 | 1891 | 1896 |
| ---- | ---- | ---- | ---- | ---- | ---- | ---- | ---- | ---- |
| 294  | 302  | 315  | 280  | 272  | 265  | 265  | 288  | 267  |

| 1901 | 1906 | 1911 | 1921 | 1926 | 1931 | 1936 | 1946 | 1954 |
| ---- | ---- | ---- | ---- | ---- | ---- | ---- | ---- | ---- |
| 264  | 267  | 246  | 221  | 208  | 219  | 221  | 267  | 285  |

| 1962 | 1968 | 1975 | 1982 | 1990 | 1999 | 2006 | 2007 | 2012 |
| ---- | ---- | ---- | ---- | ---- | ---- | ---- | ---- | ---- |
| 254  | 244  | 238  | 282  | 293  | 283  | 288  | 287  | 382  |

| 2017 | 2022 | - | - | - | - | - | - | - |
| ---- | ---- | - | - | - | - | - | - | - |
| 512  | 521  | - | - | - | - | - | - | - |

## Économie
La commune se situe dans la zone géographique des appellations d'origine protégée (AOP) Beurre d'Isigny et Crème d'Isigny.

## Culture locale et patrimoine

### Lieux et monuments
- Église Saint-Loup du XIIe siècle, classée au titre des monuments historiques[34]. Son retable du XVIIe est classé au titre objet[35].
- Château de Beaussy.
- Château de Cambre.
- Manoir des Doyens ou manoir du Pont-Rouge ou encore « fleuve des Chanoines » des XVIe – XVIIe siècles : selon la tradition, le manoir aurait appartenu aux chanoines du chapitre de la cathédrale de Bayeux. Remanié probablement au XVIIIe siècle, il aurait été construit entre le XVIe et XVIIe siècles. Épargné par les combats de juin 1944, il héberge peu après la Libération un hôpital militaire sous tente.

Le manoir est ceinturé par divers bâtiments et par un mur d'enceinte. Des éléments défensifs, il subsiste notamment, sur le mur, une petite bretèche en saillie du XVe siècle, avec ses archères, soutenue par deux massifs corbeaux et couverte d'un toit dans le prolongement du glacis du mur. On accède au manoir par un portail en pierres calcaires de style Renaissance avec porte piétonne et porte charretière en anse de panier et clé de voûte sculptée en trois parties. Côté cour, toujours sur le portail, on peut voir trois médaillons en tête de lion. Le logis seigneurial, de style composite, avec une partie gauche plus ancienne, est percé d'ouvertures de style Renaissance, fenêtres et une porte encadrée par deux pilastres avec deux chapiteaux moulurés, surmontée d'un fronton en arrondi, flanqué de deux volutes. Autour de la cour carrée et du logis, sont disposés les communs, dont l'un probablement une ancienne charreterie comme le suggèrent les deux grandes entrées en anse de panier. Adossé à un muret, on remarque une mare en forme de fer à cheval.

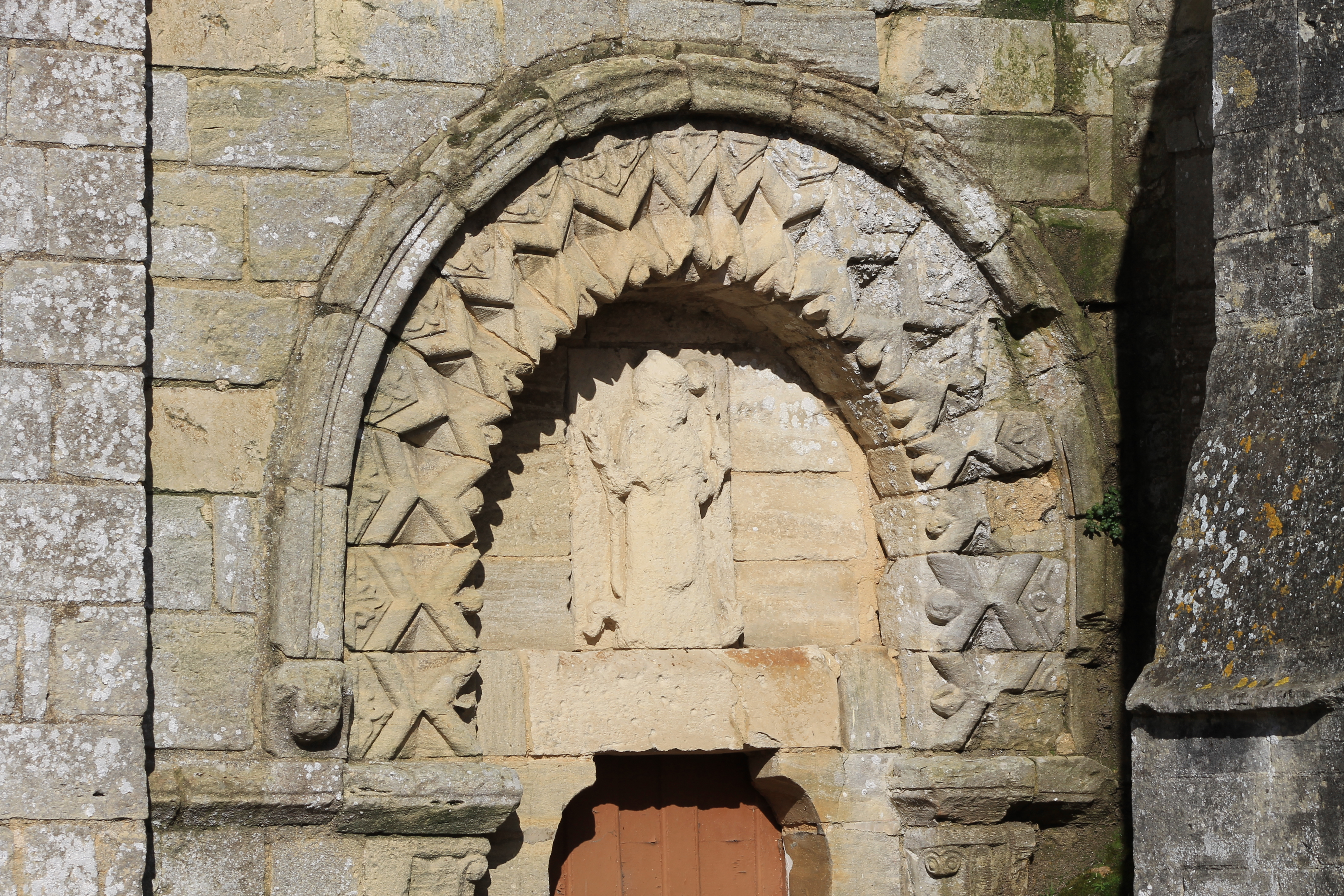
Le tympan de l'église Saint-Loup représentant l'évêque Loup de Bayeux.
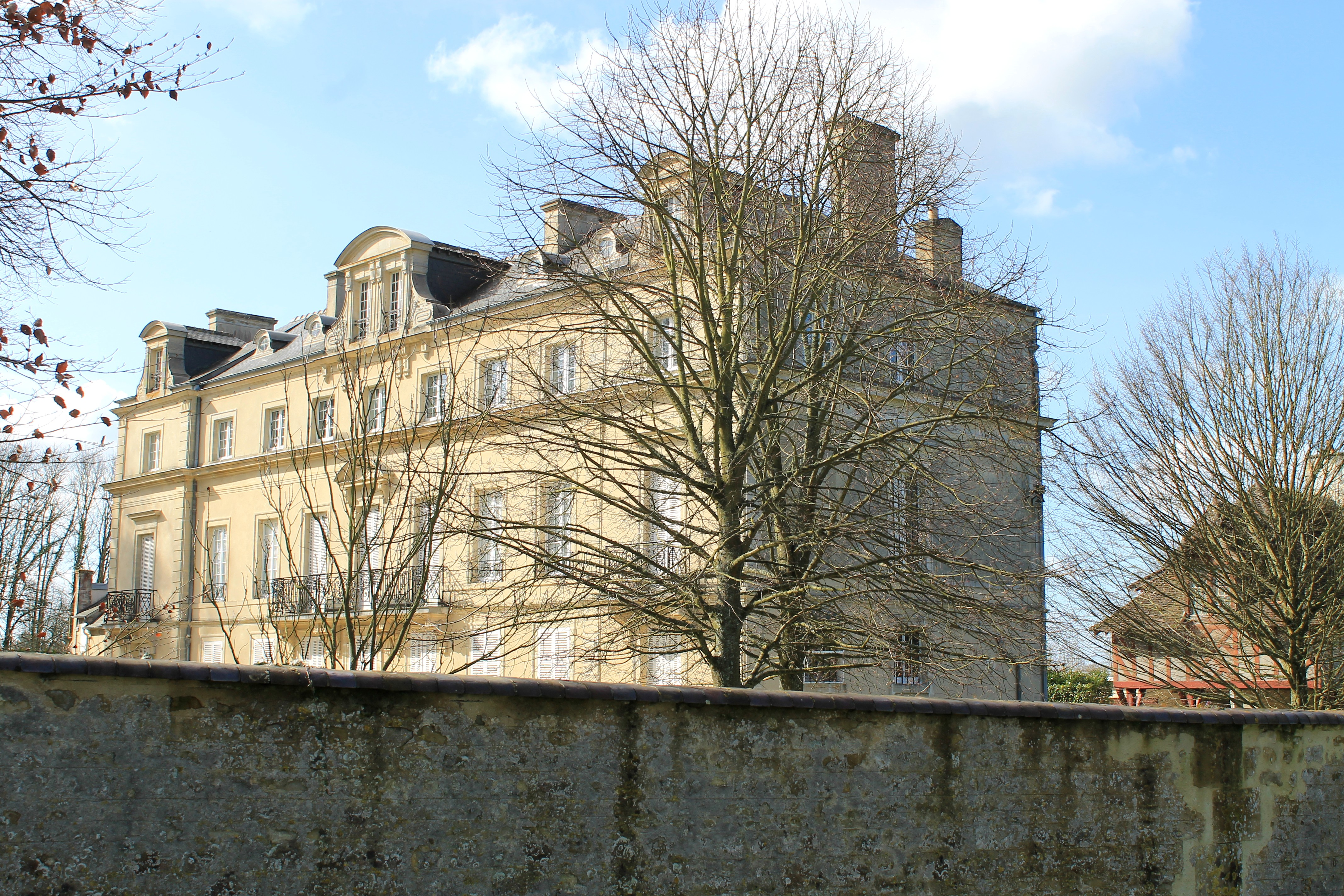
Le château de Cambre.

### Personnalités liées à la commune
- Loup de Bayeux, évêque de Bayeux, vers 440-470, a donné son nom à la commune.

### Héraldique
| Armes de Saint-Loup-Hors | Les armoiries de Saint-Loup-Hors se blasonnent ainsi : Taillé : au premier d'azur au franc-canton cousu de gueules chargé de deux léopards d'or passant l'un sur l'autre, soutenus d'un loup ravissant contourné du même, au second de gueules à la crosse d'or, à l'église d'argent essorée de sable, flanquée à senestre de son clocher couvert aussi d'argent, brochant sur la partition. Les deux léopards d'or sur champ de gueules rappellent les armes de la Normandie. |